# Milburn (band)
Milburn was een indierockband uit Sheffield, Engeland, bestaande uit Joe Carnall, Louis Carnall, Tom Rowley en Joe Green. Op 28 maart 2008 maakten de bandleden op hun website bekend dat zij uit elkaar zouden gaan als band, maar niet als vrienden. Het laatste optreden zou zijn op 24 mei in Sheffield.

## Discografie

### Albums
- Well Well Well, 9 oktober 2006, Mercury Records, nr. 32 Verenigd Koninkrijk
- These Are the Facts, 24 september 2007, Mercury Records, nr. 51 Verenigd Koninkrijk

### Ep's
- On Top of the World, 2002
- Along Comes Mary, 2003
- Milburn, 9 mei 2005, opnieuw uitgebracht op 17 oktober 2005
- Send In the Boys, 26 juli 2006, alleen Japan, Mercury Records

### Singles
- Send In the Boys, 27 maart 2006, Mercury Records, nr. 22 Verenigd Koninkrijk
- Cheshire Cat Smile, 10 juli 2006, Mercury Records, nr. 32 Verenigd Koninkrijk
- What You Could've Won, 30 oktober 2006, Mercury Records, nr. 66 Verenigd Koninkrijk
- What Will You Do (When the Money Goes)?, 17 september 2007, Mercury Records, nr. 44 Verenigd Koninkrijk